# Mallinella milkyway
Espèce
Mallinella milkyway est une espèce d'araignées aranéomorphes de la famille des Zodariidae.

## Distribution
Cette espèce est endémique du Sri Lanka. Elle se rencontre dans les provinced du Centre, du Nord-Ouest, du Centre-Nord, de l'Est et du Nord.

## Description
Le mâle holotype mesure 3,96 mm et la femelle paratype 4,98 mm, les mâles mesurent de 3,90 à 4,02 mm et les femelles de 4,98 à 5,19 mm.

## Systématique et taxinomie
Cette espèce a été décrite par Dayananda et Benjamin en 2025.

## Étymologie
Son nom d'espèce lui a été donné en référence au Milky Way.

## Publication originale
- Dayananda & Benjamin, 2025 : « Five new species of the genus Mallinella Strand, 1906 (Araneae: Zodariidae) from Sri Lanka. » Zootaxa, no 5570(1), p. 100-118.